# Liste der Naturdenkmale in Berndorf (Eifel)
Die Liste der Naturdenkmale in Berndorf nennt die im Gemeindegebiet von Berndorf ausgewiesenen Naturdenkmale (Stand 4. Juni 2024).

## Naturdenkmale
| Nr.         | Bezeichnung                              | Lage                                            | Beschreibung | Bild                                    |
| ----------- | ---------------------------------------- | ----------------------------------------------- | --- | --------------------------------------- |
| ND-7233-020 | Eiche im Eichenbüsch                     | nördlich des Ortes; Abteilung Eichenbüsch Lage  | Quercus robur; 25 m hoch bei 2,54 m Brusthöhenumfang (Stand 1938); Brusthöhenumfang 2017: ca. 3,80 m                                          | Fotos hochladen                         |
| ND-7233-160 | Linde in der Lindenstraße                | Lindenstraße, bei Nr. 1 Lage                    | Tilia sp., um 1600 gekeimt; 25 m hoch bei 3,0 m Brusthöhenumfang und 15 m Kronendurchmesser (Stand 1983)                                      | Direkt Bild zu diesem Denkmal hochladen |
| ND-7233-176 | Baumallee an der alten Wiesbaumer Straße | nördlich des Ortes; Abteilung Auf Eußler Lage   | Fraxinus excelsior, 61 Bäume, Acer pseudoplatanus, zehn Bäume, Tilia cordata, zwei Bäume, Sorbus aucuparia und Sorbus intermedia, je ein Baum | Direkt Bild zu diesem Denkmal hochladen |
| ND-7233-177 | Vier Linden am Knäppisch                 | nördlich des Ortes; Flur Auf Thelengarten Lage  | Tilia sp., vier Bäume; bis zu 16 m hoch | Direkt Bild zu diesem Denkmal hochladen |
| ND-7233-178 | Lindengruppe am Friedhofsweg             | Kiefernstraße, bei Nr. 6 Lage                   | Tilia sp., fünf Bäume, um 1880 gepflanzt, bis zu 18 m hoch                                                                                    | Fotos hochladen                         |
| ND-7233-197 | Zwei Linden vor dem Schwalbenhof         | östlich des Ortes; Flur In den vier Morgen Lage | Tilia cordata, zwei Bäume, um 1800 gepflanzt, bis zu 20 m hoch                                                                                | Fotos hochladen                         |